# Varv

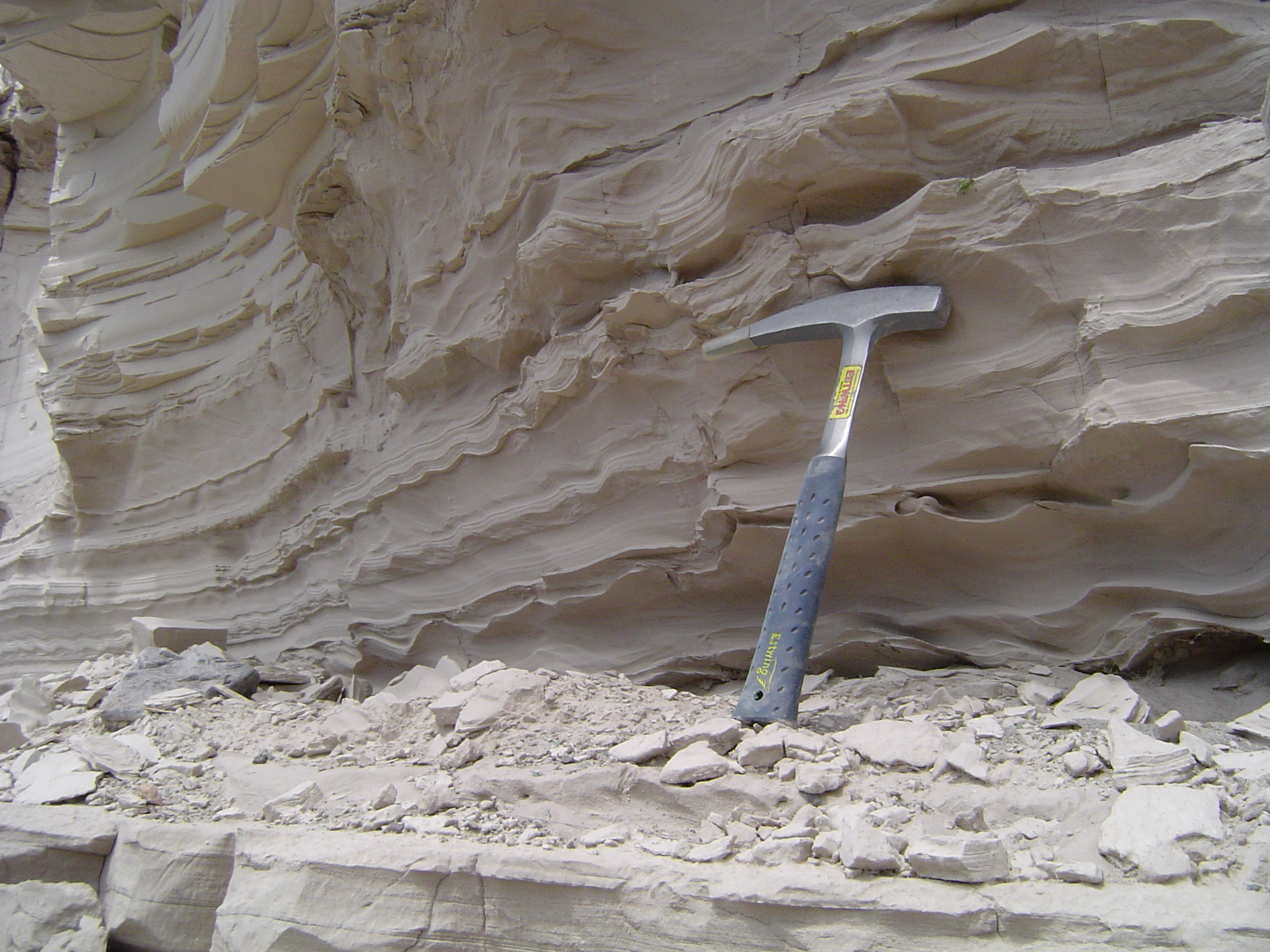
Finomszemcsés, vékonyrétegzett jégkori üledék

A varv a geológiában szalagos vagy sávos üledéket jelent, képződése ciklikus, periodikus jelenségekhez kötött. A varv rétegei gyakran mikroszkopikusak, a 0,5 cm-t ritkán haladják meg. Leggyakrabban vízben keletkezik, rétegződését a szemcseméret periodikus változásai okozzák. Csak olyan körülmények közt jön létre, ahol a szemcséket mozgató közeg szállítóképessége periodikusan változik.

## Képződése
Folyó- vagy állóvízben is keletkezhet. Folyóvízben az ülepedést a víz sebessége befolyásolja. Minél nagyobb az áramlási sebesség, annál nagyobb méretű törmeléket képes mozgatni. A vízhozam periodicitása okozhat szemcseméretbeli rétegződést. Ennél gyakrabban keletkezik tófenéken, amibe a betorkolló folyóvizek hordják az üledéket. A folyóvizek a tavaszi áradás alkalmával nagy mennyiségű osztályozatlan üledéket szállítanak, amiből a tófenéken először a nagyobb szemcseméretek ülepednek ki, majd a kisebbek. Az áradások idejének végével a behordott üledék szemcsemérete és az állóvíz mozgatottsága is kisebb lesz, ekkor kiülepedhet a kisebb törmelék is. A sávokat az hozza létre, hogy az áradások (jégolvadás) hirtelen jönnek, ezért a nagyobb szemcseméret átmenet nélkül települ a kisebbre, és aztán fokozatos az átmenet a kisebb felé.
Tisztán szárazföldi képződés nagyon ritka, időszakosan (áradások alkalmával) víz alá kerülő lapályokon előfordulhat.
A varvok szemcseméret-tartománya az agyagtól a durvahomokig terjedhet, ez az aleurit- vagy összecementálódás (kőzettéválás, kőzetesedés) esetén az aleurolit-frakció. Az ennél nagyobb méretű görgetegeteket is tartalmazó üledék már nem rétegződik olyan egyértelműen, mert a nagyobb darabok közé ékelődhetnek a kicsik, elmosva a réteghatárokat.

## Jelentősége
A varvokat a történettudomány datálásra használja, és sok – főleg északi, jeges – területen a kronológia alapvető segédeszköze. A varvok képződésük körülményeitől függően egy vagy két sávval gyarapodnak évenként. Magasabb szélességi körökön bizonytalanná válik, ahol nem minden évben következik be az olvadás.
A geológia és az őslénytan is felhasználja a varvokat speciális elemzésekhez. Nagyobb vastagságú varvtelepek esetén időjárási viszonyokra lehet következtetni a rétegződésből. Különleges esete a varvoknak a dél-ausztráliai Elatina-formáció, ahol közel 20 ezer apró réteg található egy tíz méter vastag, 680 millió éves összletben. „A varvok és varvciklusok vastagságai egy közvetett klimatológiai adatsort alkothatnak, amelyben a közel 700 millió évvel ezelőtti, késő-prekambrium kori éves vagy nyári középhőmérsékletek vannak feljegyezve” (George E. Williams).